# Чемпіонат Європи з велоспорту на треку 2014
Чемпіонат Європи з велоспорту на треку 2014 — п'ятий Чемпіонат Європи з велоспорту на треку серед еліти. Проходив з 16 по 19 жовтня на Vélodrome Amédée Détraux в Бе-Мао, заморський департаментГваделупа, Франція. Вперше в історії чемпіонат відбувся за межами континентальної Європи — на Карибському острові Бас-Тер.
Змагання проводилися на відкритому бетонному треку з довжиною кола 333 метри, що відрізнялося від сучасного стандарту — критих дерев'яних велодромів довжиною 250 метрів. Через це деякі дисципліни, зокрема командні спринти, омніуми та гонки на очки, проходили на нестандартних дистанціях.
Програма чемпіонату 2014 року була значно розширена і включала всі трекові змагання чемпіонату світу. Медалі розігрувалися у всіх 10 олімпійських дисциплінах (спринт, командний спринт, кейрін, командна гонка переслідування та омніум як для чоловіків, так і для жінок), за які вперше можна було отримати кваліфікаційні очки для участі в Літніх Олімпійських іграх 2016 року, а також у дев'яти неолімпійських дисциплінах: чоловічому медісоні, гонках за очками, скретчі, гіті (1000 метрів для чоловіків, 500 метрів для жінок) та індивідуальних гонках переслідування для обох статей.

## Медалісти

### Чоловіки
| Дисципліна                         | Золото                                                                 | Срібло                                                                      | Бронза                                                                            |
| Спринт                             | Грегорі Боже                                                           | Даміан Зелінський                                                           | Роберт Ферстеманн                                                                 |
| Командний спринт                   | Німеччина Роберт Ферстеманн Тобіас Вехтер Йоахім Айлерс                | Франція Грегорі Боже Кевен Сіро Мікаель Д'Алмейда                           | Росія Павло Якушевський Денис Дмітрієв Нікіта Шуршин                              |
| Індивідуальна гонка переслідування | Енді Теннант                                                           | Олександр Євтушенко                                                         | Керстен Тіле                                                                      |
| Командна гонка переслідування      | Велика Британія Едвард Кленсі Енді Теннант Овайн Дойлл Джонатан Діббен | Німеччина Геннінг Боммель Тео Райнхардт Нільс Шомбер Керстен Тіле Леон Роде | Росія Олексій Курбатов Іван Ковальов Євгеній Ковальов Олександр Сєров Артур Єршов |
| Кейрін                             | Йоахім Айлерс                                                          | Маттейс Бюхлі                                                               | Денис Дмітрієв                                                                    |
| Омніум                             | Елія Вівіані                                                           | Джонатан Діббен                                                             | Унаї Елорріага                                                                    |
| Медісон                            | Австрія Андреас Граф Андреас Мюллер                                    | Бельгія Отто Вергарде Кенні Де Кетеле                                       | Франція Вів'єн Брісс Морган Кніскі                                                |
| Гонка за очками                    | Бенжамін Тома                                                          | Ліам Бертаццо                                                               | Геннінг Боммель                                                                   |
| Гіт (1 км)                         | Каллум Скіннер                                                         | Йоахім Айлерс                                                               | Квентен Лафарг                                                                    |
| Скретч                             | Отто Вергарде                                                          | Елой Теруель                                                                | Едвард Кленсі                                                                     |

- Спортсмени, виділені курсивом, брали участь у чемпіонаті, але не змагались у фіналі.

### Жінки
| Дисципліна                         | Золото                                                                             | Срібло                                                                                         | Бронза                                                                                                  |
| Спринт                             | Анастасія Войнова                                                                  | Таня Кальво                                                                                    | Крістіна Фоґель                                                                                         |
| Командний спринт                   | Росія Олена Брежніва Анастасія Войнова Дар'я Шмельова                              | Німеччина Міріам Вельте Крістіна Фоґель                                                        | Нідерланди Еліс Лігтле Шенн Браспенінкс                                                                 |
| Індивідуальна гонка переслідування | Кеті Арчибальд                                                                     | Міке Крьогер                                                                                   | Вілія Серекайте                                                                                         |
| Командна гонка переслідування      | Велика Британія Кеті Арчибальд Елінор Баркер Кіара Хорн Лора Тротт Джоанна Роуселл | Росія Тамара Балаболіна Ірина Молічева Олександра Гончарова Євгенія Романюта Олександра Чекіна | Італія Сімона Фраппорті Беатріче Бартеллоні Татьяна Ґудерцо Сільвія Вальсеккі Марія Джулія Конфалоньєрі |
| Кейрін                             | Крістіна Фоґель                                                                    | Олена Брежніва                                                                                 | Шенн Браспенінкс                                                                                        |
| Омніум                             | Лора Тротт                                                                         | Жольєн Д'Ор                                                                                    | Анна Кнауер                                                                                             |
| Гонка за очками                    | Євгенія Буяк                                                                       | Келлі Друйтс                                                                                   | Елена Чеккіні                                                                                           |
| Гіт (500 м)                        | Анастасія Войнова                                                                  | Еліс Лігтле                                                                                    | Міріам Вельте                                                                                           |
| Скретч                             | Євгенія Романюта                                                                   | Лорі Бертон                                                                                    | Елена Чеккіні                                                                                           |

## Загальний медальний залік
*   Країна-господарка ( Франція)
| Місце               | Країна              | Золото | Срібло | Бронза | Загалом |
| ------------------- | ------------------- | ------ | ------ | ------ | ------- |
| 1                   | Велика Британія     | 6      | 1      | 1      | 8       |
| 2                   | Росія               | 4      | 3      | 3      | 10      |
| 3                   | Німеччина           | 3      | 4      | 6      | 13      |
| 4                   | Франція*            | 2      | 2      | 2      | 6       |
| 5                   | Бельгія             | 1      | 3      | 0      | 4       |
| 6                   | Італія              | 1      | 1      | 3      | 5       |
| 7                   | Польща              | 1      | 1      | 0      | 2       |
| 8                   | Австрія             | 1      | 0      | 0      | 1       |
| 9                   | Нідерланди          | 0      | 2      | 2      | 4       |
| 10                  | Іспанія             | 0      | 2      | 1      | 3       |
| 11                  | Литва               | 0      | 0      | 1      | 1       |
| Загалом (11 збірна) | Загалом (11 збірна) | 19     | 19     | 19     | 57      |

## Україна на чемпіонаті
Україну на чемпіонаті представляли серед чоловіків:
1. Володимир Джус
2. Роман Гладиш
3. Віталій Гринів
4. Владислав Кремінський
5. Роман Шевчук
6. Максим Васильєв
7. Андрій Винокуров

Серед жінок змагалися:
1. Олена Демидова
2. Тетяна Клімченко
3. Інна Метальникова
4. Олена Старікова
5. Марта Терещук
6. Олена Цьось

Найкащий результати в українській команді показала Олена Цьось, яка стала четвертою в кейріні, та Роман Гладиш та Владислав Кремінський, які стали 6 в медісоні.